# Estación Mulchén
La Estación Mulchén fue la estación terminal del ramal Coihue-Mulchén, ubicada en la comuna de Mulchén, región del Biobío. La estación fue inaugurada en 1896 y sirvió con fines de carga y pasajeros; sin embargo en 1998 fue dada de baja al igual que el resto del ramal.

## Historia
La construcción del ramal comenzó desde la estación Coihue hacia Mulchén, quedando comunicados con la red central el 27 de abril de 1895; sin embargo, el 1 de julio de 1896 se inaugura el servicio hasta esta estación.
La estación dejó de entregar servicios en 1985, finalmente siendo dado de baja todo el ramal en 1998 y levantada su infraestructura en 2004.
En 2014 se inauguró una ruta patrimonial ferroviaria, en donde se dieron reconocimientos a los trabajadores de la estación.
Parte del terreno de su recinto quiere ser utilizado para construir un nuevo Hospital para la comuna.